# 法堂乡
法堂乡，是中华人民共和国四川省南充市营山县曾经下辖的一个乡。2019年10月，撤销法堂乡，将其所属行政区域划归新店镇管辖。

## 行政区划
法堂乡撤销前下辖以下地区：
法堂村、梓坝村、石垭村、葛水村、罗宽村、大田村、玄都村和文笔村。